# Луїс Федеріко Лелуар
Луї́с Федері́ко Лелуа́р (ісп. Luis Federico Leloir, 6 вересня 1906 — 2 грудня 1987) — аргентинський біохімік, лауреат Нобелівської премії з хімії 1970 року «за відкриття першого цукрового нуклеотида і дослідження його функцій в перетворенні цукру і в біосинтезі складних вуглеводів».